# Astyanax mexicanus
Astyanax mexicanus (лат.) — вид пресноводных лучепёрых рыб из семейства харациновых.
Являясь типовым видом своего рода, обитает в неарктической экозоне в нижнем течении рек Рио-Гранде, Нуэсес и Пекос в Техасе, а также с центральной и восточной частях Мексики.
Максимальная длина особи составляет 12 см, имеет типичную для харацинообразных форму и обыкновенную серую окраску. Слепая пещерная форма этого вида не имеет глаз и является альбиносом, то есть полностью лишена пигментации и обладает необычной бело-розовой окраской.
Эта рыба, особенно слепая форма, достаточно популярна среди аквариумистов.
А. mexicanus проводит большую часть своего времени в среднем уровне воды над скалистым и песчаным дном бассейнов и в заводях ручьев и рек. Являясь коренным обитателем субтропиков, предпочитает воду с рН 6,0—7,8, жёсткостью до 10 °Ж (до 30 dGH), и температурой +20…+25 °C. Зимой мигрирует в более тёплые воды. Его естественный рацион состоит из ракообразных, насекомых и кольчатых червей, хотя в неволе всеяден.
Astyanax mexicanus иногда рассматривается как подвид A. fasciatus, но этот взгляд не является широко распространённым.

## Слепая пещерная форма

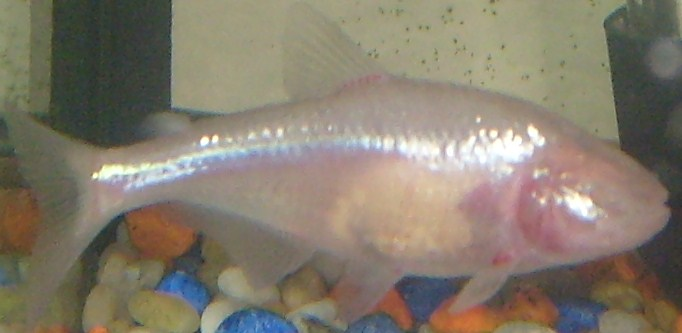
Слепая пещерная форма Astyanax mexicanus

A. mexicanus известна своей слепой пещерной формой, известной как «слепая пещерная тетра», «слепая тетра» или «слепая пещерная рыба». Существует около 30 уникальных популяций тетры, живущих в глубоких пещерах, которые утеряли остроту зрения и даже сами глаза. Эти рыбы, однако, находят путь в темноте с помощью боковой линии, которая очень чувствительна к флуктуациям давления.
Слепая и зрячая формы относятся к одному виду, поскольку тесно соседствуют и могут скрещиваться. Существует похожая слепая форма Astyanax jordani, недавно происшедшая от одноимённой зрячей формы, которую часто путают со слепой A. mexicanus. В момент рождения пещерная A. mexicanus имеет глаза, однако с возрастом глаза зарастают кожей, а потом полностью исчезают.